# 亞魯哈 (文尼察州)
48°19′59″N 28°2′32″E / 48.33306°N 28.04222°E

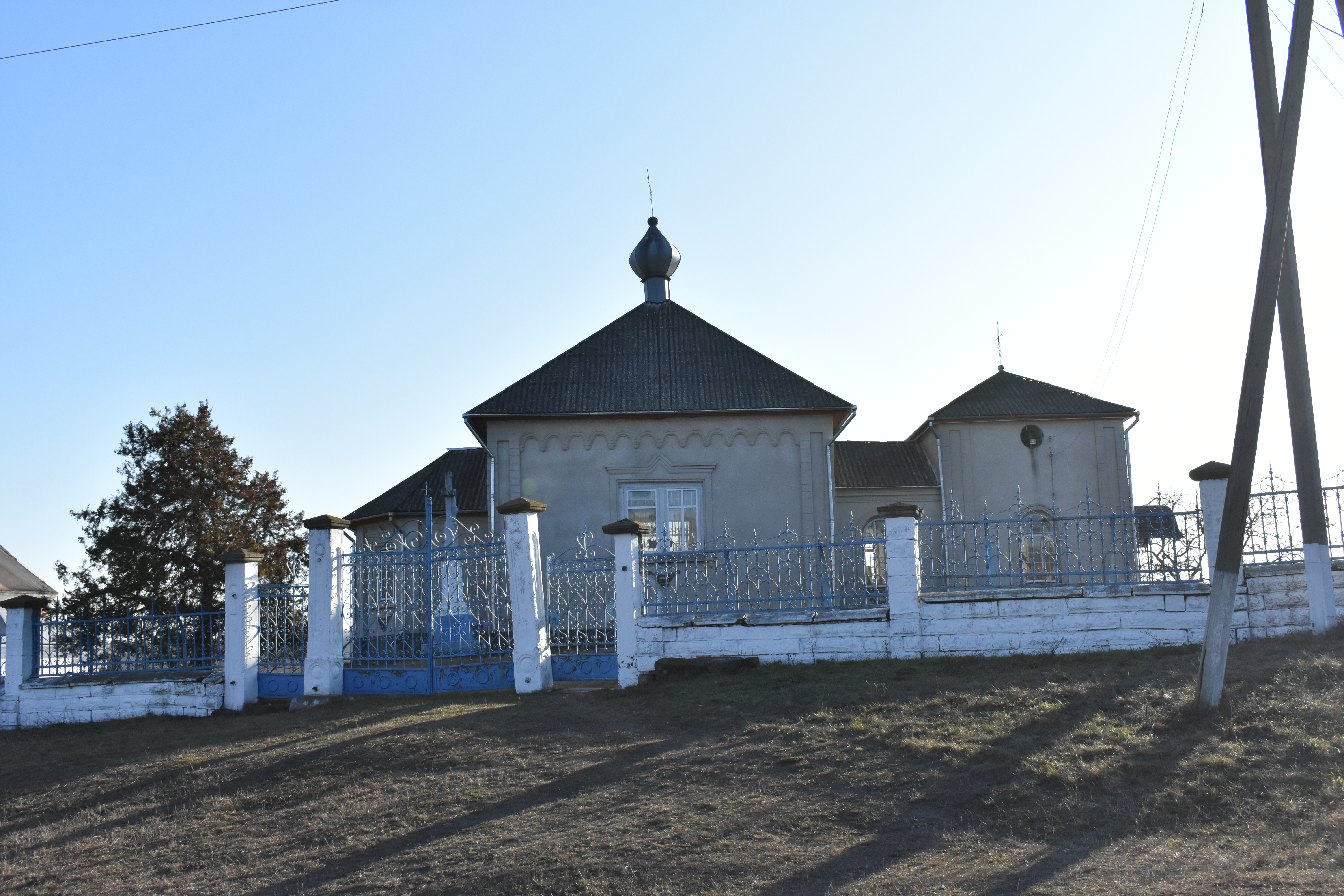
教堂

亞魯哈（烏克蘭語：Яруга），是烏克蘭西南部的村莊，隸屬文尼察州的莫希利夫-波迪利斯基区莫希利夫-波迪利斯基市镇。該村始建於1617年，面積3.57平方公里，海拔高度132米，2001年人口694，人口密度每平方公里194.4人。